# Basil Kerski

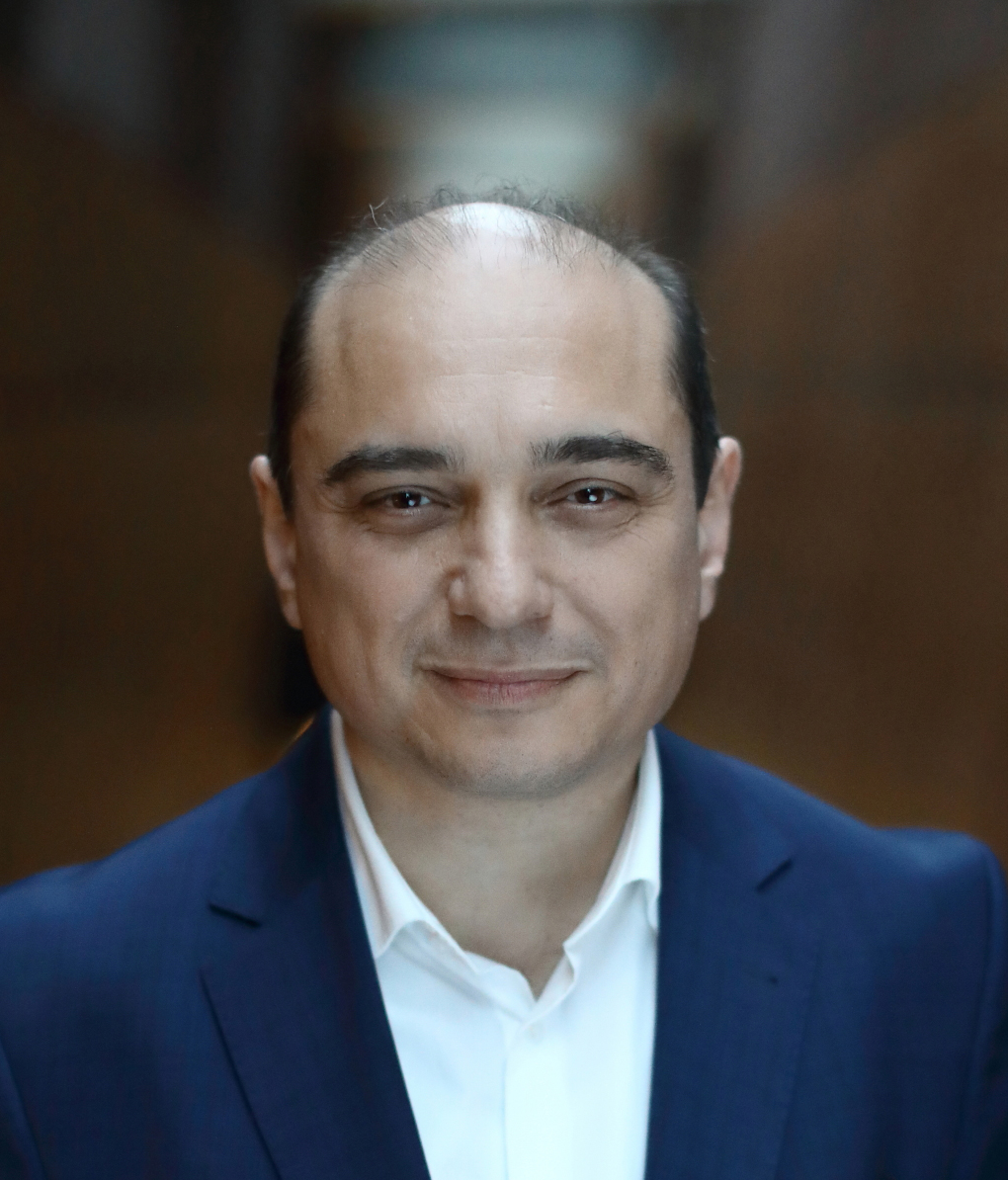
Basil Kerski (2020)

Basil Kerski (* 19. November 1969 in Danzig) ist ein deutsch-polnischer Kulturmanager, Journalist, Politikwissenschaftler und Essayist. Seit März 2011 leitet er das Europäische Solidarność-Zentrum in seiner Geburtsstadt.

## Leben
Kerski ist der Sohn einer Polin und eines irakischen Arztes. Seine Kindheit verbrachte er zunächst in Polen und im Irak, bis die Familie 1979 nach West-Berlin zog. Dort studierte Kerski an der Freien Universität Politikwissenschaft und Slawistik. 
Seit 1998 ist er Chefredakteur des zweisprachigen deutsch-polnischen, von der Deutsch-Polnischen Gesellschaft herausgegebenen Magazins Dialog, das viermal jährlich in einer Auflage von 7000 Exemplaren erscheint. Daneben war Kerski 1998 bis 2010 ehrenamtlicher Geschäftsführer des Bundesverbandes der Deutsch-Polnischen Gesellschaft, einer seit 1986 existierenden Dachvereinigung von 52 deutsch-polnischen Initiativen. Er ist des Weiteren Redakteur der in Danzig erscheinenden, 1983 von Donald Tusk gegründeten Politikzeitschrift Przegląd Polityczny („Politische Rundschau“). 
Als Politikexperte arbeitete Kerski im deutsch-amerikanischen Aspen-Institut Berlin, im Forschungsinstitut der Deutschen Gesellschaft für Auswärtige Politik, im Deutschen Bundestag sowie für das Wissenschaftszentrum Berlin für Sozialforschung. 
Er ist Autor und Herausgeber von über vierzig deutschen, polnischen, englischsprachigen und ukrainischen Büchern zu historischen, politischen und kulturellen Themen. 2011 erschien zum zwanzigjährigen Bestehen der nachbarschaftlichen Zusammenarbeit zwischen Deutschland und Polen sein Buch „Die Dynamik der Annäherung in den deutsch-polnischen Beziehungen. Gegenwart und Geschichte einer Nachbarschaft“.
Neben wissenschaftlichen Aufsätzen veröffentlichte Kerski auch zahlreiche Artikel in deutschen, polnischen, italienischen und englischsprachigen Zeitungen und Zeitschriften (Die Welt, Neue Zürcher Zeitung, Süddeutsche Zeitung, Der Tagesspiegel, Berliner Zeitung, Internationale Politik, Limes, New Eastern Europe, Gazeta Wyborcza, Rzeczpospolita, Tygodnik Powszechny). Er ist zudem Herausgeber zahlreicher deutscher und polnischer Bücher zu historischen sowie politischen Themen. Zwischen 2001 und 2005 war er über dies Lehrbeauftragter am Otto-Suhr-Institut der Freien Universität Berlin sowie 2011 der Humboldt-Universität. Er ist Mitglied des Stiftungsrates der Allianz-Kulturstiftung, Beiratsmitglied der Stiftung der Berliner Mauer, Vorstandsmitglied des polnischen PEN-Clubs, Vizevorsitzender des Wissenschaftlichen Beirats des Hauses der Europäischen Geschichte in Brüssel, Beiratsmitglied der Stiftung Orte der deutschen Demokratiegeschichte, Jurymitglied des Viadrina-Preises der Europa-Universität Viadrina in Frankfurt/Oder sowie Vorsitzender des Wissenschaftlichen Beirats des Forums für Demokratie und Bürgerrechte in Leipzig. Von 2006 bis 2015 war er Kuratoriumsmitglied der Stiftung Schloss Neuhardenberg. 
2011 setzte er sich im Wettbewerb um die Stelle des Chefs des Europäischen Solidarność-Zentrums in Danzig durch. Die Entscheidung wurde gegen den Widerstand der Partei PiS und Lech Wałęsa getroffen. Wałęsa hat mittlerweile seine Ablehnung Kerskis aufgegeben und arbeitet eng mit dem Zentrum zusammen. 2014 hat Lech Wałęsa sein Präsidialbüro im Gebäude des Europäischen Solidarność-Zentrums bezogen.
Unter seiner Leitung wurde das Europäische Solidarność-Zentrum 2016 mit dem renommierten Museums-Preis des Europarates ausgezeichnet. Basil Kerski nahm die Auszeichnung stellvertretend für das Zentrum am 19. April 2016 in Straßburg entgegen.
Kerski war 2022 bis 2023 Mitglied der Jury für den Standortwettbewerb für das Zukunftszentrum für Deutsche Einheit und Europäische Transformation.
Kerski ist Vater von zwei erwachsenen Söhnen.

## Ehrungen und Auszeichnungen

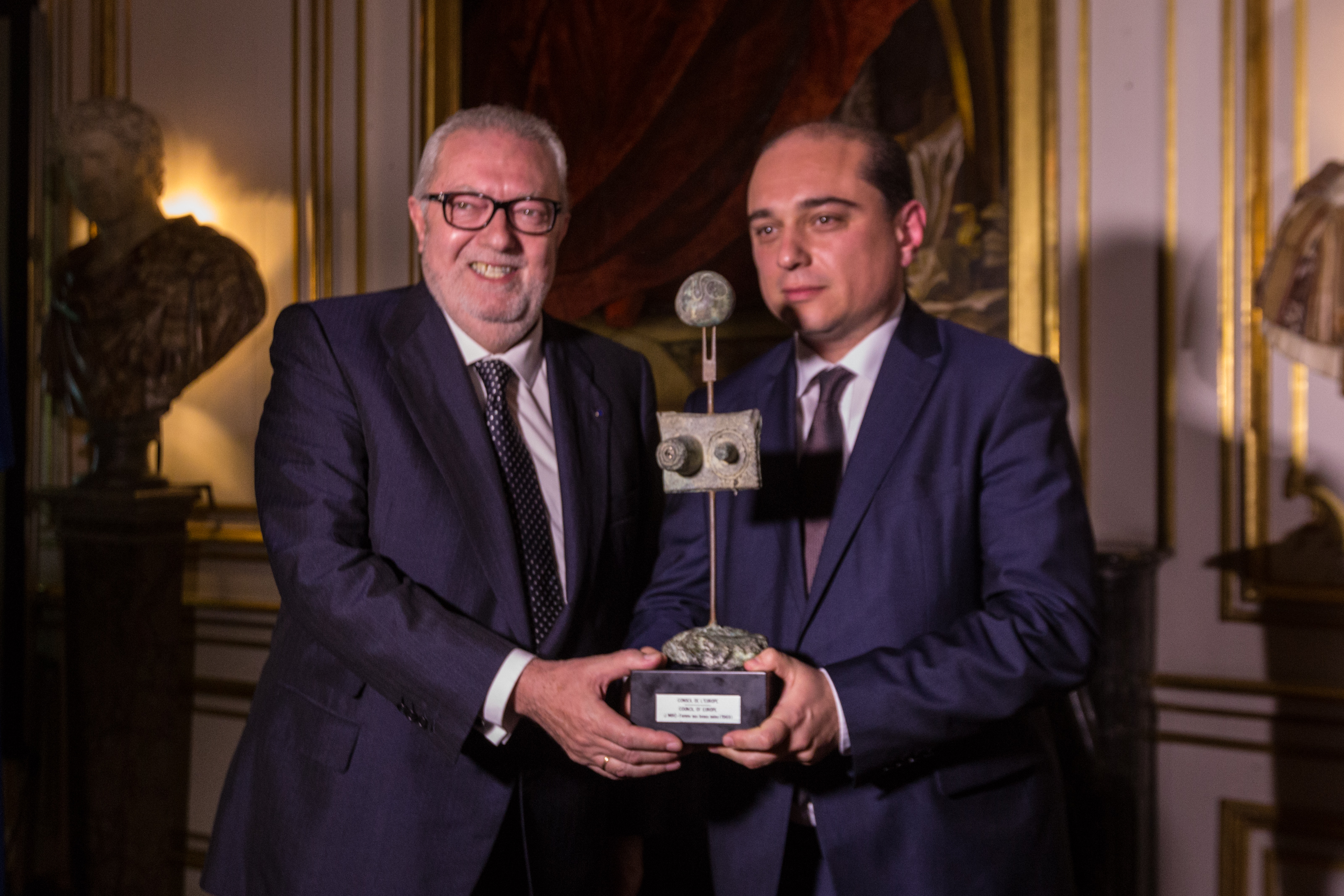
Pedro Agramunt und Basil Kerski (rechts) bei der Verleihung des Museums-Preises des Europarates, 2016

- 2005 Verdienstkreuz in Gold der Republik Polen.
- 2005 Jablonowski-Preis, verliehen von der Universität Leipzig und der Wissenschaftsgesellschaft Societas Jablonoviana
- 2007 Georg Dehio-Kulturpreis (Ehrenpreis) für die Redaktion des Dialog unter seiner Chefredaktion
- 2009 Einheitspreis der Bundeszentrale für politische Bildung mit der Redaktion des Dialog
- 2009 bis 2014 nominiert für den Jerzy-Giedroyc-Preis der Tageszeitung Rzeczpospolita
- 2013 Polonicus-Preis
- 2015 Ritterkreuz des Ordens des Löwen von Finnland
- 2015 „Radio-Persönlichkeit des Jahres 2014“ des Rundfunksenders Radio Gdańsk
- 2015 Gloria-Artis-Medaille für kulturelle Verdienste, die höchste polnische Kulturauszeichnung
- 2016 Verdienstkreuz am Bande des Verdienstordens der Bundesrepublik Deutschland für seine Verdienste um die polnisch-deutschen Beziehungen
- 2018 Sergio-Vieira-de-Mello-Preis, eine Auszeichnung für Personen, die sich für ein friedliches Zusammenleben zwischen verschiedenen Gesellschaften, Religionen und Kulturen einsetzen.
- 2019 Jerzy-Turowicz-Preis
- 2022 Ritter der französischen Ehrenlegion